# Dysbacteriose
De term dysbacteriose (ook wel: dysbacteriosis) wordt gebruikt om een verstoring van de balans aan te duiden in de bacteriële flora van mens of dier. Deze flora is normaal aanwezig in de dikke darm van de meeste dieren en mensen, en in voormagen van de herkauwer en bestaat uit verschillende "goede" bacteriesoorten, waar de gastheer (mens of dier) dus niet ziek van wordt.
Bij een dysbacteriose is er een verstoring in het aantal of type micro-organismen, met de kans dat de gastheer hier ziek van wordt. Oorzaken voor een dysbacteriose zijn onder andere antibiotica die de goede bacteriën hebben gedood, of een verandering in dieet, waardoor ziekmakende bacteriën sneller kunnen groeien. Dysbacteriose kan tot diarree leiden. Soms worden probiotica dan wel prebiotica gebruikt in een poging het evenwicht te herstellen.